# Masaaki Yanagishita
Masaaki Yanagishita (født 1. januar 1960) er en tidligere japansk fodboldspiller og træner.
Han har spillet for flere forskellige klubber i sin karriere, herunder Yamaha Motors.
Han har tidligere trænet Júbilo Iwata, Consadole Sapporo, Albirex Niigata og Zweigen Kanazawa.